# 李清杰
李清杰（1962年12月—）山东成武人，中国人民解放军少将丶中共十九大代表丶醫生。

## 生平
李清杰曾任中国人民解放军总后勤部卫生部医疗管理局副局长、局长。2012年至2015年，任中国人民解放军总后勤部卫生部副部长。2015年，任中国人民解放军总后勤部卫生部部长。2016年1月，出任新组建的中央军委后勤保障部卫生局局长。2017年，升任中央军委后勤保障部副部长。同时兼任全国爱国卫生运动委员会副主任。2021年调任中央军委联勤保障部队副司令员。
2013年7月晋升少将军衔。